# Sadie Sandler

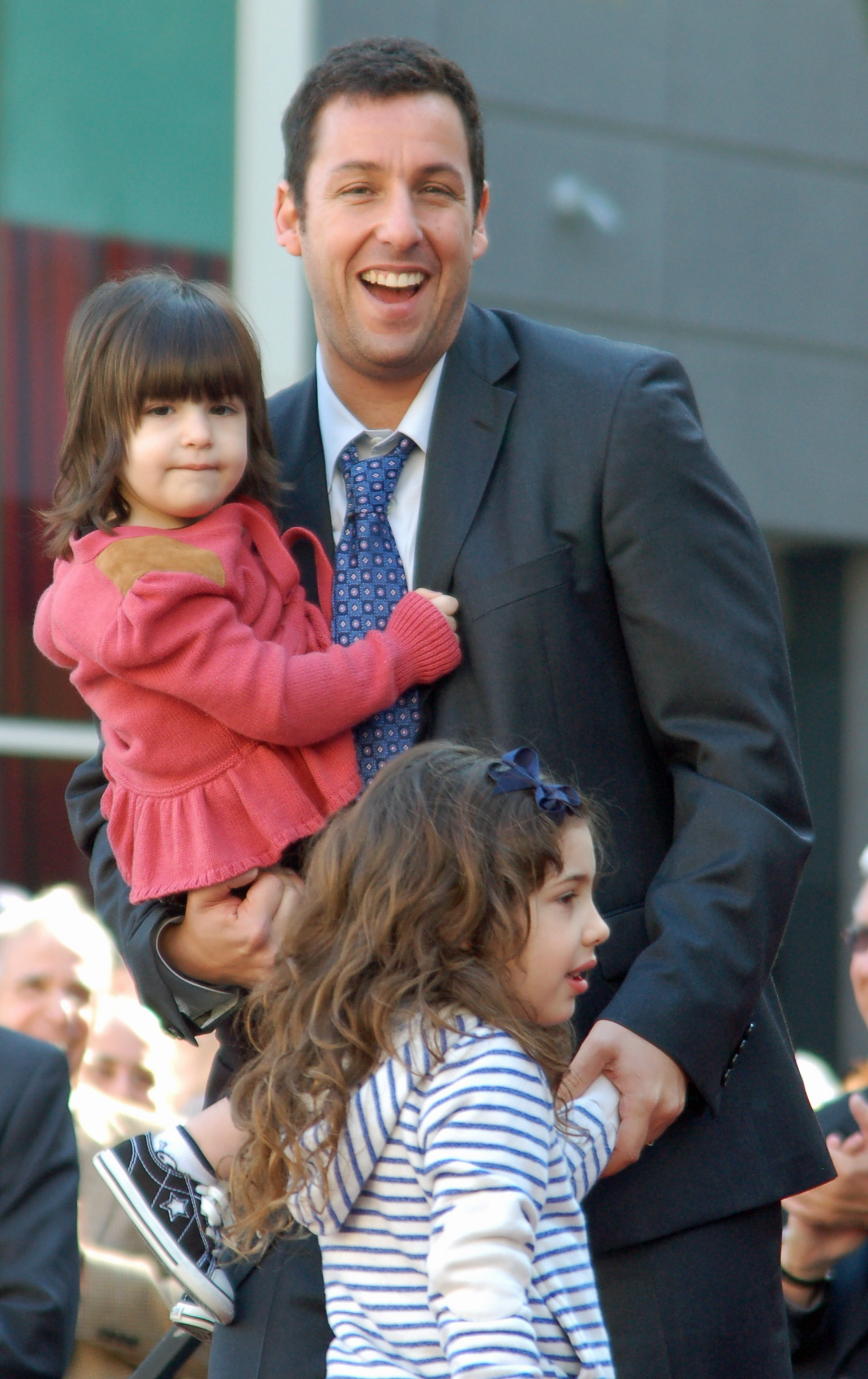
Sadie Sandler (vorne) mit ihrem Vater Adam Sandler und ihrer Schwester Sunny Sandler (links, 2011)

Sadie Madison Sandler (* 6. Mai 2006 in Los Angeles, Kalifornien) ist eine US-amerikanische Schauspielerin.

## Leben
Sadie Sandler wurde als Tochter des Schauspielerpaares Adam Sandler und Jackie Sandler geboren, ihre jüngere Schwester Sunny Sandler ist ebenfalls als Schauspielerin tätig. Sie trat in zahlreichen von ihrem Vater mitproduzierten Filmen in Erscheinung, ihr Filmdebüt gab sie 2008 in den Filmen Bedtime Stories und Leg dich nicht mit Zohan an. An der NYU Tisch School of the Arts begann sie ein Studium.
In der 2023 auf Netflix veröffentlichten Coming-of-Age-Filmkomödie Du bist sowas von nicht zu meiner Bat-Mizwa eingeladen spielte sie die Rolle der Ronnie Friedman, während Sunny ihre Filmschwester Stacy verkörperte. In Happy Gilmore 2 (2025) übernahm sie die Rolle der Charlotte, eine FBI-Agentin undercover in Happys Selbsthilfegruppe. Ebenfalls 2025 erhielt sie eine Rolle in der Netflix-Komödie Roommates von Chandler Levack.
In den deutschsprachigen Fassungen wurde sie von Alice Bauer in Du bist sowas von nicht zu meiner Bat-Mizwa eingeladen, von Emily Gilbert in The Wrong Missy, von Alma van Cauwelaert in Hubie Halloween sowie von Nanouk Bornhak in Murder Mystery synchronisiert.
Neben ihrer Tätigkeit als Schauspielerin ist sie auch als Synchronsprecherin tätig, unter anderem lieh sie den englischsprachigen Fassungen der Animationsfilme Hotel Transsilvanien (2012), Hotel Transsilvanien 2 (2015) und Hotel Transsilvanien 3 – Ein Monster Urlaub (2018) ihre Stimme. In der englischen Fassung des 2023 auf Netflix veröffentlichten Animationsfilmes Leo lieh sie der Figur Jayda ihre Stimme.

## Filmografie (Auswahl)

### Als Schauspielerin
- 2008: Bedtime Stories
- 2008: Leg dich nicht mit Zohan an (You Don’t Mess with the Zohan)
- 2010: Kindsköpfe (Grown Ups)
- 2011: Jack und Jill (Jack and Jill)
- 2011: Meine erfundene Frau (Just Go with It)
- 2012: Der Chaos-Dad (That’s My Boy)
- 2013: Kindsköpfe 2 (Grown Ups 2)
- 2014: Urlaubsreif (Blended)
- 2015: Pixels
- 2015: Die lächerlichen Sechs (The Ridiculous 6)
- 2016: The Do-Over
- 2017: Sandy Wexler
- 2018: Die Woche (The Week Of)
- 2019: Murder Mystery
- 2020: The Wrong Missy
- 2020: Hubie Halloween
- 2023: Du bist sowas von nicht zu meiner Bat-Mizwa eingeladen (You Are So Not Invited To My Bat Mitzvah)
- 2025: Happy Gilmore 2

### Als Synchronsprecherin
- 2012: Hotel Transsilvanien (Hotel Transylvania)
- 2015: Hotel Transsilvanien 2 (Hotel Transylvania 2)
- 2018: Hotel Transsilvanien 3 – Ein Monster Urlaub (Hotel Transylvania 3: Summer Vacation)
- 2023: Leo